# Kleiner münsterländer
För andra betydelser, se Münsterländer.
Kleiner münsterländer är en hundras med ursprung i Münsterland i Westfalen i Tyskland. Den är i första hand en stående fågelhund av spanieltyp, men i ursprungslandet används den även som allroundjakthund.

## Historia
I trakterna av Münster har det sedan århundraden funnits en lite bretonliknande stående fågelhund som gick under namnet Heidewachtel. 1906 vidtogs en inventering för att undersöka vad som fanns kvar av dessa. De man fann delades upp i två typer, Heitman Schlag och Dortener Schlag. 1912 bildades rasklubben och rasen blev godkänd av den dåvarande tyska kennelklubben. Till en början bedrevs avel endast utifrån jaktegenskaper, rasstandarden skrevs inte förrän 1921.

## Egenskaper
Förutom att stå för fågel kan den bland annat användas som stötande/kortdrivande hund vid jakt på klövvilt och annat hårvilt. På senare år har den i Sverige med framgång använts som ställande eller stötande hund vid vildsvinsjakt. Med rätt träning kan den också användas efter skottet som apportör på land och i vatten samt som eftersökshund efter skadskjutet större vilt.
För att bli utställningschampion måste en kleiner münsterländer ha meriter från jaktprov för stående fågelhund.

## Utseende
Kleiner münsterländer beskrivs som ett mellanting mellan wachtelhund och engelsk springer spaniel. Den är en medelstor elegant och harmonisk men samtidigt muskulös hund. Den har ett ädelt huvud. Den har glänsande, tätt åtsmitande päls som kan vara slät eller lätt vågig. På öronen, benen och svansen är pälsen lite längre.